# Periscyphops camerunicus
Periscyphops camerunicus är en kräftdjursart som beskrevs av Franco Ferrara och Helmut Schmalfuss 1976. Periscyphops camerunicus ingår i släktet Periscyphops och familjen Eubelidae. Inga underarter finns listade i Catalogue of Life.